# Emily Azevedo
Emily Dianne Azevedo (* 28. April 1983 in Chico, Kalifornien) ist eine ehemalige US-amerikanische Bobfahrerin, die an den Olympischen Winterspielen 2010 in Vancouver teilnahm und ehemalige Weltmeisterin im Mannschaftswettbewerb ist. Weitere Erfolge feierte sie bei Teilnahmen an Weltmeisterschaften und internationalen Wettkämpfen im Zweierbob.

## Karriere

### Olympische Spiele
Emily Azevedo gehörte bei den Olympischen Winterspielen 2010 in Vancouver zum Aufgebot der Vereinigten Staaten im Zweierbob. Zusammen mit ihrer Mannschaftskameradin Bree Schaaf absolvierte sie den olympischen Wettkampf am 23. und 24. Februar 2010 im Whistler Sliding Centre und belegte den 5. Platz von 21 teilnehmenden Zweierbobs mit einer Gesamtzeit von 3:34,05 min aus vier Wertungsläufen.

### Weltmeisterschaften
Azevedo nahm an der 54. Bob-Weltmeisterschaft 2007 in St. Moritz im Mannschaftswettkampf zusammen mit Mike Kohn, Curtis Tomasevicz, Erin Pac, Eric Bernotas und Noelle Pikus-Pace teil. In der Gesamtwertung erreichten sie den 2. Platz und gewannen die Silbermedaille.
Eine weitere Medaille gewann Azevedo bei der 55. Bob-Weltmeisterschaft 2008 in Altenberg im Mannschaftswettkampf mit den Mannschaftsmitgliedern Zach Lund, Erin Pac, Katie Uhlaender, Steven Holcomb und Curtis Tomasevicz. Zum Erfolg im Wettkampf am 18. Februar 2008 trug Azevedo mit dem Ergebnis im Zweierbob bei und sie konnten in einer Gesamtzeit von 3:59,07 min den 3. Platz erreichen beziehungsweise den Gewinn der Bronzemedaille feiern.
Ihren größten internationalen Erfolg feierte sie bei der 58. Bob-Weltmeisterschaft 2012 in Lake Placid im Mannschaftswettbewerb. Zusammen mit Matthew Antoine, Elana Meyers, Katie Uhlaender, Steven Holcomb und Justin Olsen fuhren sie auf den 1. Platz und konnten den Gewinn der Goldmedaille respektive den Weltmeistertitel feiern.